# Rue de l'Industrie (Nantes)
Pour les articles homonymes, voir Rue de l'Industrie.
La rue de l'Industrie est une voie de Nantes, en France.

## Situation et accès
Située dans le centre-ville de Nantes, la rue de l'Industrie, qui relie la rue Président-Édouard-Herriot à la rue Mercœur, est bitumée et est ouverte à la circulation automobile. Sa moitié orientale est trois fois plus large (environ 15 mètres) que sa moitié occidentale. Elle ne rencontre aucune autre rue.

## Origine du nom
Édouard Pied ne trouve aucune explication à la dénomination de cette artère.

## Historique
Le couvent des Cordelières Sainte-Elisabeth est fondé en 1632 entre les actuelles rues d'Erlon, Porte-Neuve, de l'Industrie et Mercœur. La Révolution met fin à l'activité de l'établissement, qui est démembré et vendu, en nombreuses parcelles, à des propriétaires privés.
D'abord voie privée, la rue de l'Industrie fut ouverte à la circulation vers 1832, et ne fut l'objet d'un classement dans le domaine public qu'en 1936.
Après la Seconde Guerre mondiale, le quartier environnant, qui a subi sévèrement les bombardements, est reconstruit. Le quart sud-est de la rue est élargi après la construction du siège de la Caisse régionale d'assurance maladie qui borde cette section.